# Louis Mariage
Louis Mariage, né le 21 novembre 1993 à Tournai, est un homme politique belge, membre du parti politique Ecolo. 

## Biographie
Louis Mariage naît le 21 novembre 1993 à Tournai.
Le 11 mai 2023, il devient député fédéral à la Chambre des représentants en remplacement de Marie-Colline Leroy qui devient secrétaire d'État dans le gouvernement De Croo.